# 최후의 만찬 (레오나르도 다 빈치)
〈최후의 만찬〉(이탈리아어: Il Cenacolo, 영어: The Last Supper)은 레오나르도 다 빈치가 그의 후원자였던 루도비코 데니스포르차 공의 요청으로 그린 그림이었다. 이 작품은 성경에 등장하는 예수의 마지막 날에 있었던 최후의 만찬의 정경을 그린 것이다. 그림은 밀라노에 있는 산타 마리아 델레 그라치에 성당 수도원의 식당 템페라기법으로 그려진 것으로, 가로 880cm, 세로 460cm 크기의 거대한 작품이다. 레오나르도는 1495년부터 제작에 착수하여, 1498년에 완성했다. 대부분의 작품이 미완성이라고 불리는 레오나르도의 그림에서 몇 안되는 완성작 중 하나지만, 가장 손상이 심한 그림으로도 알려져 있다.
다 빈치의 과학적 연구가 회화에 응용된 이 그림은 석고에 유채로 그렸기 때문에 그가 죽기 전에 이미 파손되었다. 원형의 아름다움은 성 필리포 등의 제작 과정을 보여 주는 소묘에 의존하여 파악해야 한다. 다빈치가 얼마나 철저하게 초기 르네상스의 양식을 개혁하였느냐 하는 것은 카스타뇨와 기를란다요의 같은 제목의 벽화와 비교하면 확실히 알 수 있다. 레오나르도 다 빈치는 간결하게 그 중심 과제에 집중하였고 또한 극적인 것이다.

## 상세

### 제작

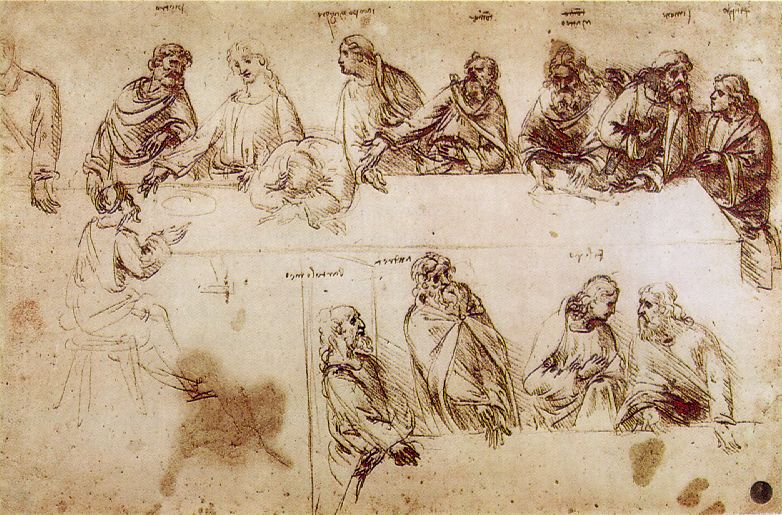
〈최후의 만찬〉의 사전 연구를 위한 습작. 레오나르도 다 빈치의 수첩에서 발견되었으며 12사도 중 9명의 머리 위에 이름을 적어 두었다. 유다는 당대 그림의 관행을 반영해 테이블 반대쪽에 홀로 앉아 있다.

〈최후의 만찬〉은 이탈리아 밀라노 산타 마리아 델레 그라치에 교회의 식당 한쪽 벽에 그려진 그림으로, 크기는 가로 880cm × 세로 460cm에 달한다. 예수와 그 제자들의 최후의 만찬이라는 소재 자체는 예로부터 성당의 구내식당 벽화로 많이 쓰여왔으나, 다빈치가 벽화를 그리던 1498년 당시 교회의 해당 공간은 아직 식당으로 쓰이기 전이었으며, 교회 본 건물이 완공에 다다른 시점이었다.
당시 다 빈치의 후원자였던 루도비코 스포르차는 교회를 가문의 묘소로 탈바꿈시킬 계획을 세웠다. 이를 위해 도나토 브라만테의 조성 계획도 조금 수정되었으나, 결론적으로 스포르차의 계획은 완전한 실현에 이르지 못하고, 회랑 옆에 영안실을 짓는 것으로 마무리되었다. 〈최후의 만찬〉도 스포르차가 묘소의 벽을 장식하려는 의도에서 다 빈치에게 제작을 의뢰하게 된 것이다. 실제로 벽화가 위치한 식당실 내에서 삼중 아치형 천장과 벽면이 맞닿으면서 생긴 루네트 (lunettes) 공간에는 스포르차가의 문장이 새겨져 있다. 또 식당 반대쪽 벽에는 조반니 도나토 다 몬토르파노의 프레스코화인 〈십자가에 매달린 예수〉가 그려져 있는데 여기에 다 빈치가 템페라로 스포르차 가문의 일원들을 그려넣기도 했다. 반대쪽 벽화의 보존 상태는 본 작품과 거의 비슷한 모습으로 남아 있다.
다 빈치가 〈최후의 만찬〉을 그린 연도는 1495년~1498년이나 그 기간동안 꾸준히 작업에 들어간 것은 아니었다. 당시 수녀원의 기록보관실이 소실된 관계로 그림이 정확히 언제부터 그려졌는지는 불명확한 상태이나, 1497년에 작성된 문서를 통해 그 시기 즈음에 그림이 거의 완성되었다는 사실이 알려져 있다. 전해지는 이야기에 따르면 수도원 부원장이 다 빈치에게 완성이 왜 이렇게 늦어지냐며 다그쳤는데, 이에 화가 난 레오나르도는 수도원장에게 편지를 써서, 그동안 유다의 악당 같은 얼굴을 완벽히 담아내기 위해 모델을 찾고 있었는데, 내가 상상했던 얼굴을 찾지 못한다면 부원장의 얼굴을 써야겠다고 밝혔다고 한다.

한편 예수의 얼굴이 미완성이라는 설도 전해지는데, 1557년 잔 파올로 로마초의 기록에 의하면, 다 빈치의 친구 베르나르도 체날레가 예수님의 얼굴을 어떻게 그릴지를 놓고 "어떻게 대(大) 야고보나 소(小) 야고보보다 더욱 인자하고 온화한 얼굴을 생각해낼 수 있겠느냐"며 미완성으로 남겨둘 것을 권했으며, 다 빈치는 이를 받아들였다고 한다.

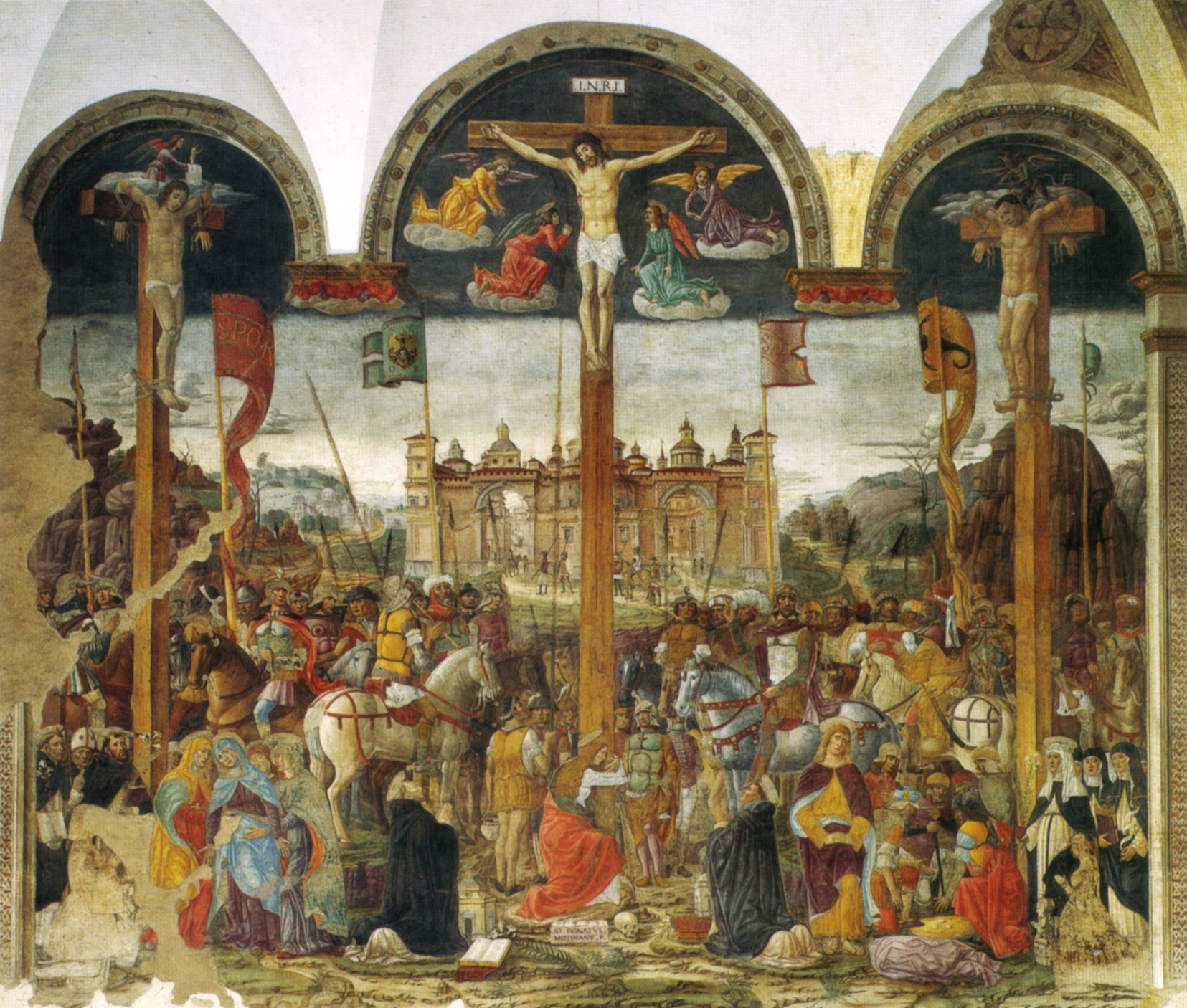
다 빈치의 〈최후의 만찬〉 맞은편에 설치된 조반니 도나토 다 몬토르파노의 〈십자가에 못 박힌 예수〉 (1495년)
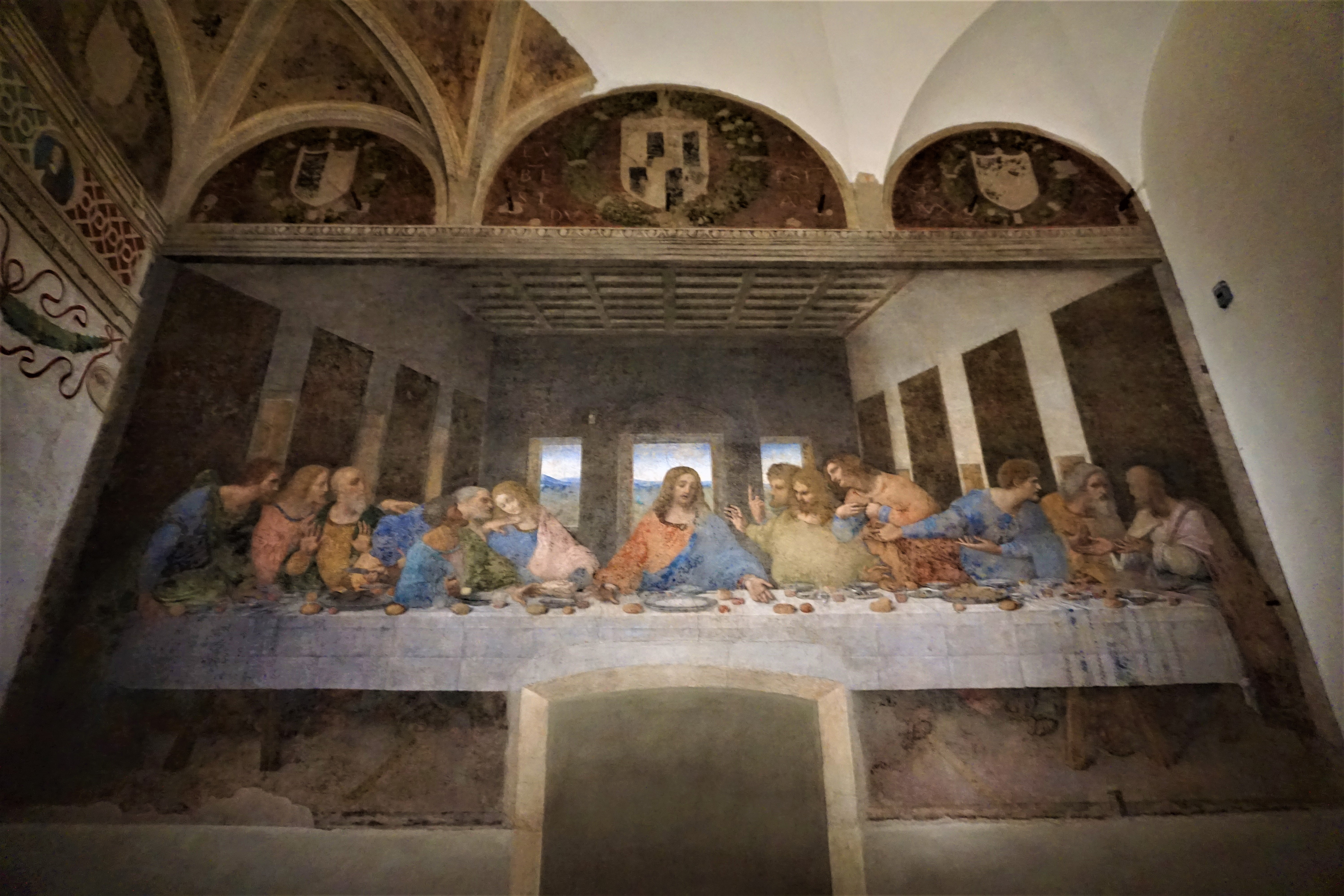
식당실에 설치된 본 벽화

### 소재와 구도
〈최후의 만찬〉은 예수 그리스도가 자신의 제자 가운데 한 명이 "나를 팔리라"고 밝힐 때 각 사도들이 반응하는 모습을 그렸다. 12사도 모두 예수의 말에 분노와 충격을 금치 못하지만 그 반응은 각기 다른 모습이다. 그림 속의 인물들이 각각 누구인지에 관해선 원래 유다, 사도 요한, 예수만이 밝혀져 있었으나, 16세기 중반에 본 작품을 복제하여 그린 체나콜로 프레스코화를 통해 식별할 수 있게 되었다. 그림 속 제자들은 정중앙의 예수를 중심으로 각각 3인씩 무리지어 있으며, 그 순서는 다음과 같다.
- 사도 바르톨로메오, 소(小) 야고보, 사도 안드레아 - 좌측 맨 끝에 모여 있는 3인으로 모두 놀라움을 감추지 못하고 있다.
- 유다 이스카리옷, 베드로, 사도 요한 - 좌측 두 번째로 모여있는 3인이다. 맨 처음의 유다는 적색, 청색, 녹색 옷을 입고 살짝 어둡게 그려져 있으며 마음 속으로만 담아뒀던 계획이 갑자기 폭로되는 바람에 당황스러운 표정을 짓고 있다. 조그만 가방을 움켜쥐고 있는데 이는 예수를 배신한 대가로 받은 은화, 또는 재무관이었던 유다의 직위를 나타낸 것으로 볼 수 있다.[11] 또 소금통을 넘어뜨리고 있는데 근동에서 주인을 배신한다는 것을 "소금을 배신하다"라는 표현을 썼던 것과 관련이 있는 것으로 추정된다. 유일하게 팔꿈치를 식탁에 기대고 있으며 머리의 위치도 수직선상에서 가장 낮게 배치되어 있다. 유다 옆의 베드로는 분노에 찬 표정으로 칼을 들고 있는 모습인데, 예수가 붙잡혔을 때 겟세마니에서 격렬한 반응을 보였다는 성경 일화를 따온 것이다. 또 요한 쪽으로 기대어 어깨를 만지고 있는데, 요한복음에서 사랑받는 제자더러 예수님께 배신할 사람이 누구인지 물어보라고 손짓하는 대목을 따온 것이다.[12] 12사도 중 막내인 요한은 충격을 받은 나머지 기절해서 베드로 쪽으로 기대어 있다.
- 예수 그리스도
- 사도 토마, 대(大) 야고보, 필립보 - 우측 두 번째로 모여 있는 3인이다. 토마는 확실히 언짢은 표정이며 검지손가락을 치켜들어 예수의 부활을 믿지 못할 것임을 암시하고 있다. 야고보는 팔을 든 채 망연자실한 모습이며, 필립보는 도대체 어떻게 그럴 수 있는지 말해 달라는 자세를 취하고 있다.
- 사도 마태오, 유다 타대오, 사도 시몬 - 우측 맨 끝에 모여 있는 3인으로, 타대오와 마태오는 시몬 쪽으로 시선을 돌린 모습이다. 첫 질문에 대한 답을 예수가 알고 있는지 확인하는 모습으로 보인다.예수의 두상 스케치사도의 은필 스케치
(성 베드로로 추정)[2]

당시 〈최후의 만찬〉 그림에서는 식탁의 한쪽에만 인물들을 배치하여 보는 이를 등지지 않게 하는 구도를 취하였는데 레오나르도 다 빈치의 작품도 똑같은 관례를 따르고 있다. 식탁보는 흰색에 푸른 줄무늬가 새겨져 있는데 이는 곧 유대인을 상징하는 색이기도 하며, 예수와 제자들이 무슨 민족인지를 나타낸 유일한 상징이다. 배신자 유다의 경우 이전의 그림에서는 모든 사도의 등 뒤에는 표시된 후광을 빼거나, 예수와 제자와는 반대편에 홀로 배치하는 식으로 배제시켰으나, 다 빈치는 유다를 그늘지게 만드는 연출을 택했다.
또 겁에 질린 채 배신자가 누구냐고 묻는 오른편의 도마와 야고보에게, 예수는 왼손으로 앞에 있는 빵 조각을 가리키고 있는데, 이는 예수가 제자들에게 "나와 함께 그릇에 손을 넣는 자가 나를 팔리라" (마태 26:23)고 답했다는 성경에서의 묘사를 따랐다. 따라서 그 대화에 정신이 팔린 유다가 자신도 모르게 앞의 빵 조각을 집어드려는데, 예수의 오른손도 그 빵 쪽으로 손을 뻗고 있는 모습이다. 그림의 전반적인 각도와 조명은 예수 그리스도를 중심으로 맞춰져 있으며, 원근법상으로도 예수의 오른쪽 뺨으로 초점이 맞춰진다. 이 뿐만 아니라 "구도의 중앙에 위치한 그리스도의 얼굴로 보는 이의 시선을 처음 사로잡은 다음, 예수의 얼굴 방향을 따라 아래로 시선을 돌려, 왼쪽 팔의 대각선을 따라 예수의 손으로, 빵 조각으로 초점을 이끈다"는 점에서 다 빈치가 원근법의 활용에 능통했음을 보여주고 있다.
전해지는 바에 따르면 다빈치는 밀라노와 근교 지역 사람들의 닮은꼴을 그림 속 인물들의 영감으로 삼았다고 한다. 상술한 수도원 부원장의 일화도 부원장이 스포르차에게 다 빈치가 유다의 모델을 찾기 위해 거리를 배회하며 시간 낭비나 하고 있다고 불평했다는 이야기가 함께 전해져 내려온다. 그림이 제작될 당시 다 빈치의 친구였던 루카 파치올리는 이 벽화가 "구원을 향한 인간의 불타오르는 욕망의 증표"라 평했다.

### 매체
다빈치는 평소 그림을 그릴 때 천천히 작업할 수 있고 수정도 쉬운 유화를 선호하였다. 그런데 당시 벽화로 흔히 쓰이던 프레스코화 방식은 두가지 면을 모두 충족시키지 못했다. 이에 다빈치는 수용성 색소를 젖은 석고 위에 매일 칠하여 프레스코화보다 훨씬 높은 광도와 명암 강도를 자랑하는 키아로스쿠로 방식을 택했다. 또 벽화를 그릴 때 이미 검증된 기존 방식을 버리고 판넬화에 쓰이는 템페라로 그렸다.
벽 자체는 젯소 (gesso)와 피치, 유향수액으로 덧칠한 석벽이었으며 다빈치는 여기에 템페라의 색 밝기를 높이기 위해 백연을 흰 캔버스처럼 칠해두었다. 이 같은 방식은 14세기 첸니오 첸니니가 도입한 기법이었는데, 첸니니 본인은 이 기법을 쓰면 프레스코화보다 훨씬 위험성이 높다며 깊이감 없는 매체로 최종 마무리를 할 때에만 쓰라는 조언을 남겼다.

## 역사

### 16세기 판본
오늘날 〈최후의 만찬〉을 복제한 초창기 그림 두 점이 전해지고 있으며, 레오나르도 다 빈치의 조수들이 직접 그린 것으로 추정된다. 이들 사본들은 원본과 거의 동일한 크기이며 원본의 세부 묘사들을 거의 대부분, 온전하게 담고 있다.

가운데 첫 번째는 잠피에트리노가 그린 것으로 영국 런던 왕립예술원의 소장품이다. 1978년~1998년 원본 복원작업 당시 참고자료로 쓰였으나, 예수의 발 부분이나 유다가 넘어뜨린 소금통 같은 몇몇 세부묘사는 반영되어 있지 않다. 잠피에트리노는 밀라노에 머물 당시 레오나르도와 밀접한 관계였던 것으로 추정된다. 다른 하나는 체사레 다 세스토가 그린 것으로 스위스 폰테카프리아스카의 산탐브로조 교회에 설치되어 있다. 한편 1520년경 안드레아 솔라리가 유화로 그린 세번째 판본도 존재하는데, 현재 벨기에 통겔로 수도원의 레오나르도 다 빈치 박물관에 소장되어 있다.

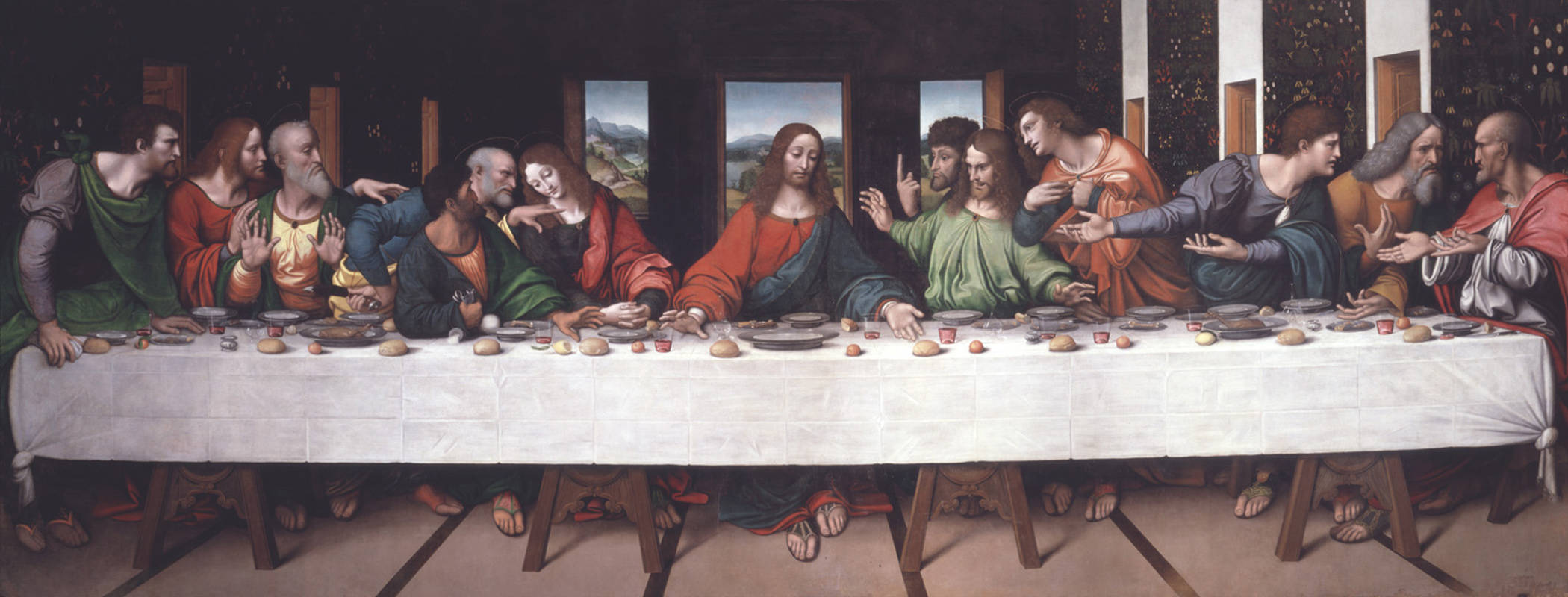
잠피에트리노, 〈최후의 만찬〉 (1520년경), 캔버스에 유채, 런던 왕립예술원 소장.[b]
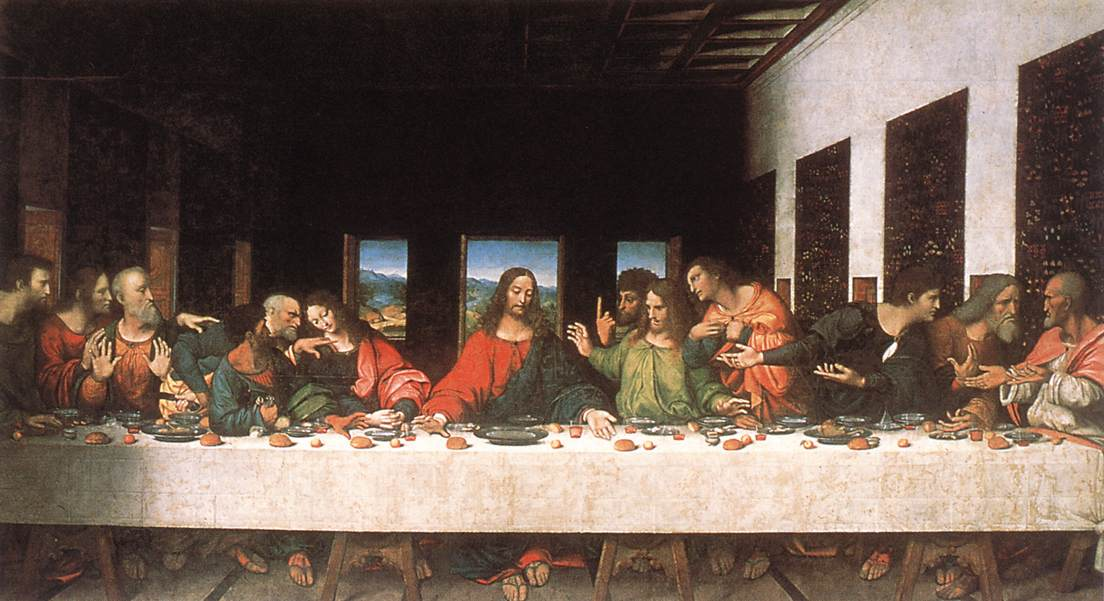
안드레아 솔라리, 〈최후의 만찬〉 (1520년경), 캔버스에 유채, 벨기에 통겔로 수도원 레오나르도 다 빈치 박물관 소장

### 훼손과 복원
〈최후의 만찬〉은 완벽한 보존환경에 놓이지 못했으며, 이로 인해 상당한 훼손이 수백년 동안 가해졌다. 그림이 처음 그려질 당시부터 스포르차공이 교회를 서둘러 재건하라고 명령하면서, 석공들이 습기를 머금은 돌무더기로 벽을 쌓아올린 것부터 영향을 끼쳤다. 벽화 자체가 얇은 외벽을 바탕으로 그려졌기 때문에 습도의 영향에 민감한 상태가 되어버리면서 물감이 벽에 제대로 착색되지 못했던 것이다. 
이 때문에 그림이 완성된 직후인 1498년 2월 9일부터 상태가 악화되기 시작했다는 기록이 전해진다. 또 일찍이 1517년부터 붓칠이 조금식 벗겨지기 시작하였고, 1532년 벽화의 상태를 확인한 제롤라모 카르다노는 "어렸을 때 보았던 기억보다 흐려졌고 색감도 잃은 상태"라고 지적하였다. 완성된 지 60년도 채 되지 않은 1556년에는 조르조 바사리가 벽화 상태가 "얼룩덩이"라며 인물들의 모습을 알아볼 수 없을 정도로 악화되었다는 기록을 남겼으며, 16세기 후반기에 들어서 잔 파올로 로마초라는 사람은 "벽화가 다 엉망이 되어버렸다"고 평했다.
자연적인 훼손 뿐만 아니라 물리적인 훼손도 이어졌다. 1499년 프랑스의 루이 12세가 교회 벽에서 벽화를 떼어내 프랑스로 가져가는 것을 고려한 것을 시작으로, 1652년에는 알아볼 수 없게 되어버린 벽화 쪽의 벽으로 출입구를 내어버렸다. 이 출입구는 나중에 다시 벽돌로 메꿔졌지만 그 흔적은 아직도 남아 있는데, 그림 중앙부 바닥에 살짝 보이는 아치형 구조물이 바로 이때의 흔적이다. 이 때 잘려나간 부분에는 초창기 사본을 통해 예수의 발 부분에 해당되며 십자가에 못박힌 자세를 취하고 있음이 밝혀졌다. 1768년에는 벽화를 보호하기 위한 커튼이 내걸렸으나 오히려 이 커튼이 습기를 가두었고, 뒤로 당겨질 때마다 벗겨지는 붓칠을 긁어내게 되어 벽화에 독이 되고 말았다.
1726년 미켈란젤로 벨로티가 처음으로 복원을 시도, 떨어져나간 부분을 유화물감으로 그려넣은 다음 벽화 전체를 바니시 처리했다. 그러나 이 때의 수리가 머지않아 무용지물이 되면서 1770년 주세페 마차(Giuseppe Mazza)라는 무명의 화가가 두 번째 복원을 시도했다. 마차는 벨로티의 복원화를 벗겨내고 작중 인물 세 명의 얼굴부를 제외한 나머지 모든 부분을 새로 칠했다가 대중의 분노를 사면서 복원을 중단하였다.
1796년에는 이탈리아를 침공한 프랑스 혁명군이 식당실을 무기고와 마구간으로 활용하였는데, 교회와 성직자에 반감을 가졌던 이들은 벽화를 향해 돌을 던지는가 하면 사다리를 타고 올라 사도들의 눈 부분을 긁어내는 반달을 저질렀다. 1800년에는 폭우가 내려 식당실에 60cm 높이의 물이 들어찼다는 괴테의 기록이 전해진다. 이후에는 감옥으로 쓰였으나 죄수들이 벽화를 훼손했는지의 여부는 밝져지지 않았다. 1821년에는 벽화를 안전한 곳으로 모시기 위해 프레스코화 제거 전문가였던 스테파노 바레치(Stefano Barezzi)가 소환되어 작업에 나섰는데, 애초에 그림이 프레스코화가 아니었던 관계로 벽화 중앙부가 심하게 훼손되었고, 이를 깨달은 바레치는 떨어져나간 부분을 접착제로 다시 부착하려는 시도를 벌였다. 1901년~1908년에는 루이지 카바네기가 사상 최초로 벽화의 구조에 관한 심도 있는 연구를 완료하였고 정화 작업에 나섰다. 1924년에도 오레스테 실베스트리가 추가로 정화 작업을 한 데 이어 일부분을 스투코로 굳혀두었다.
1943년 8월 15일 제2차 세계 대전이 한창이던 시기 연합군의 이탈리아 진격이 이루어지던 가운데 교회의 식당실이 폭격을 맞았다. 당시 공습에 대비한 모래주머니를 쌓아둔 덕에 파편이 벽화에 부딪히는 것은 막을 수 있었으나 폭발 시 진동으로 손상되었다는 설도 제기된다. 1946년~1954년에는 밀라노 브레라 구청장 페르난다 위트겐스(Fernanda Wittgens)의 주도로 마우로 펠리촐리가 정화 및 안정화 작업을 실시하였다. 펠리촐리는 투명 셸락을 이용해 벽에 물감을 재부착하는 작업을 하였는데 이 때문에 그림의 명도가 비교적 어둡고 색도가 높아졌으며 오버페인팅 (캔버스의 최상층 레이어)를 일부 없애게 되었다. 그러나 1972년 시점에서 벽화는 그간 있었던 수차례의 복원으로 베드로, 안드레아, 야고보의 얼굴이 원래의 모습보다 크게 달라지는 등, 본연의 풍경을 잃었다는 지적이 제기되었다.

#### 1978년 대복원

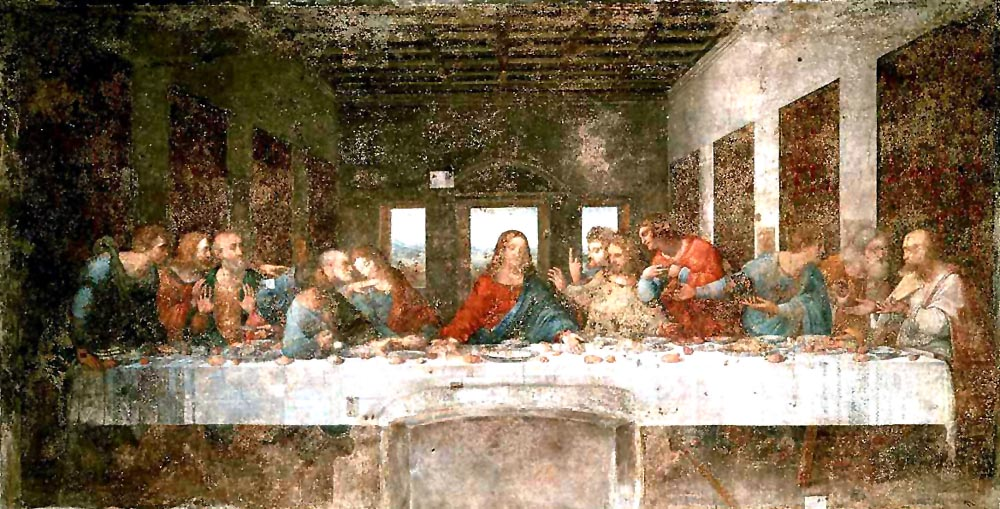
1970년대 복원 이전의 모습

1970년대 말에 이르러 심각하게 훼손된 벽화를 더 이상 내버려두어서는 안된다는 목소리에 따라 대대적인 복원이 계획되었다. 1978년 피닌 브람빌라 바르칠론 (Pinin Brambilla Barcilon)이 이끄는 복원팀이 벽화의 안정화와 더불어 흙먼지와 각종 오염으로 야기된 손상을 복구하기 위한 작업에 나섰다. 이 복원의 목표는 18세기와 19세기의 복원 흔적도 없애고 본연의 모습을 되찾는 것이었다. 복원에 앞서 벽화를 통제된 환경으로 옮기는 것도 고려되었으나 현실적이지 못하다는 판단에 따라, 벽화가 있는 공간 자체를 밀폐하고 환경적 여건을 통제하기로 결정, 식당실의 창문을 전부 벽돌로 메우는 공사가 우선되었다. 이후 벽화의 원형이 어떠했는지에 관한 세부조사가 진행되었는데, 여기에는 적외선 반사경과 현미경을 통한 코어샘플 조사를 비롯한 과학적 분석, 영국 윈저성 왕실도서관에 보존된 원작 스케치들을 검수하는 작업이 포함됐다. 그 결과 벽화 내에서 몇몇 부분은 복원이 불가능한 것으로 드러났는데, 그대로 남겨두면 구멍난 것처럼 보이므로 메워두되, 원래의 벽화가 아님을 나타내기 위해 수채화로 그려넣기로 결정하였다.
복원 작업은 21년 동안 진행되었으며 1999년 5월 28일에 모든 작업을 마치고 대중에 공개되었다. 복원 이후로 방문객들은 사전 예약이 필요하며 15분 동안만 관람이 가능하도록 제한을 걸게 되었다. 첫 공개 당시 색상과 톤, 얼굴 모양이 완전히 달라진 모습에 논란이 거셌다. 비판의 선봉장에 선 것은 미국 컬럼비아 대학교의 미술사학과 교수 제임스 벡이었다. 아트워치 UK 대표였던 마이클 데일리 (Michael Daley)도 복원 결과에 비판을 가했는데, 특히 그리스도의 오른팔 부분의 천이 뭉텅이로 얼룩졌다고 지적했다.

### 해설
1. ↑  아래쪽 그림이 벽화 내에서 맨 왼쪽에 해당되는 부분이며, 윗쪽 그림은 그 다음으로 이어진다.[2]
2. ↑  1992년부터 영국 옥스포드 매그달렌 칼리지의 예배당에 걸려 있다.[21]

## 참고 문헌
- 이 문서에는 다음커뮤니케이션(현 카카오)에서 GFDL 또는 CC-SA 라이선스로 배포한 글로벌 세계대백과사전의 내용을 기초로 작성된 글이 포함되어 있습니다.